# Uncanny Valley

Darstellung des Uncanny-Valley-Effekts mit Einordnung verschiedener Kreaturen und Objekte wie der Bunraku-Puppe

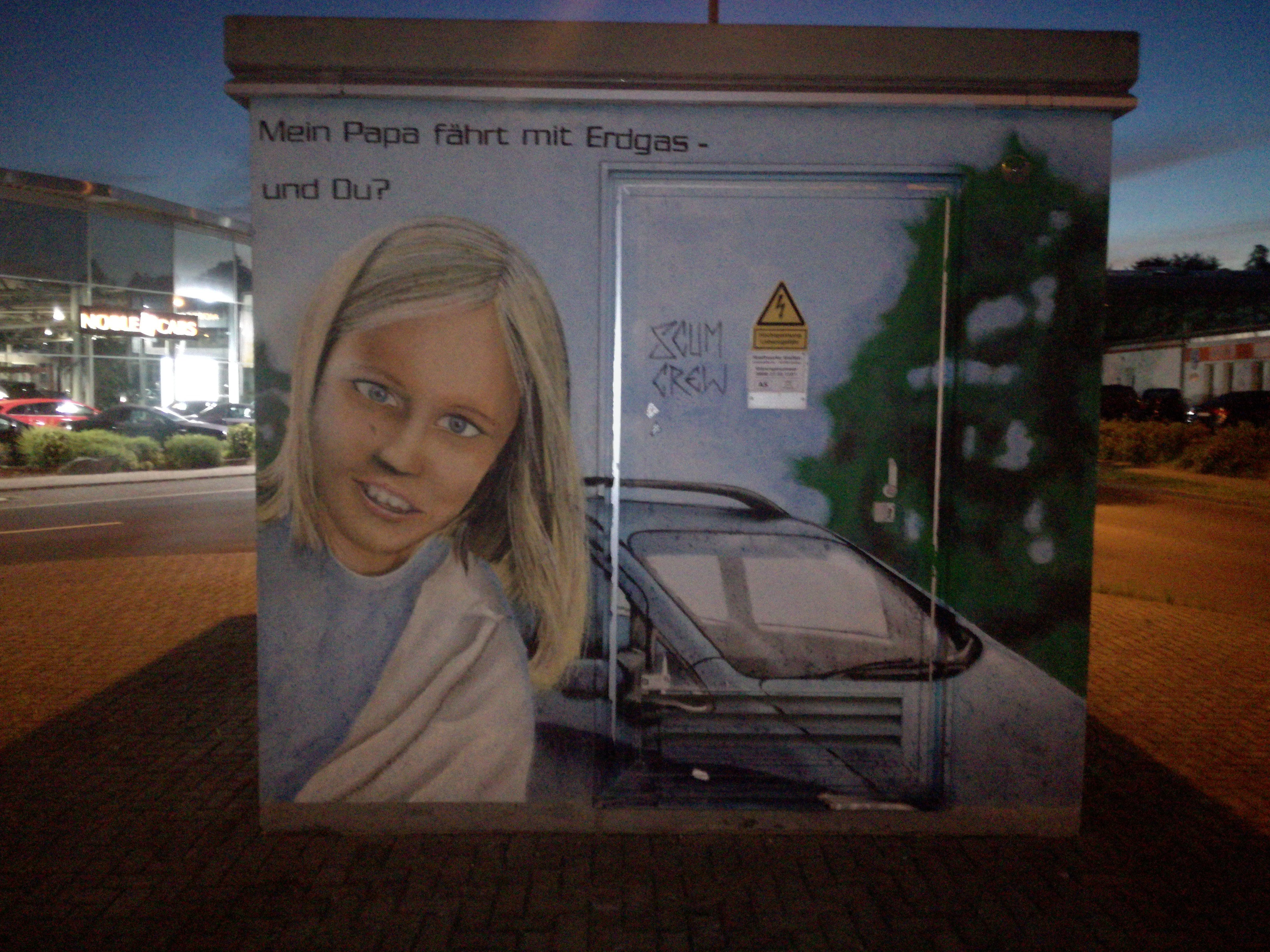
Ein als Außenwerbung auf einen Stromkasten gemaltes Kindergesicht, das sich im Uncanny Valley befindet

Als Uncanny Valley (englisch „unheimliches Tal“, „Gruselgraben“) oder Akzeptanzlücke bezeichnet man einen bisher hypothetischen und paradox erscheinenden Effekt in der Akzeptanz dargebotener künstlicher Figuren auf die Zuschauer.
Im Jahr 1970 beschrieb Masahiro Mori, ein japanischer Robotiker, das „Phänomen des unheimlichen Tals“ (jap. 不気味の谷現象 bukimi no tani genshō). Dieser Effekt bezeichnet heute das Phänomen, dass die Akzeptanz einer technisch simulierten, menschenartigen Entität (Roboter, Avatare usw.) nicht stetig monoton mit dem Anthropomorphismus (der Menschenähnlichkeit) dieser Figur steigt, sondern innerhalb einer bestimmten Spanne einen starken Einbruch verzeichnet. Die Grafik verdeutlicht dies. Während man also zunächst annehmen würde, dass Zuschauer oder Computerspieler ihnen dargebotene, menschenartige Figuren umso mehr akzeptieren, je fotorealistischer die Figur gestaltet ist, zeigt sich in der Praxis, dass dies oft nicht stimmt. Menschen finden hochabstrakte, völlig künstliche Figuren mitunter sympathischer und akzeptabler als Figuren, die besonders menschenähnlich bzw. natürlich gestaltet sind.
Zur grundsätzlichen Einordnung muss dabei festgehalten werden, dass Mori selbst sein Uncanny Valley nicht als wissenschaftliche Hypothese entwickelte, sondern lediglich eine Illustration für viele phänomenologische Beobachtungen liefern wollte.
Tatsächlich zweifeln weitere Forschungen die Allgemeingültigkeit des Modells an und vermuten z. B. andere Verläufe wie etwa ein Uncanny Cliff. In der jüngeren Forschungsliteratur wird zudem die Rolle eines möglichen Uncanny Valley of Mind diskutiert – also die Vermutung, dass nicht nur visuelle Eigenschaften, sondern auch mentale Fähigkeiten von künstlich erschaffenen, menschenhaften Figuren ab einem gewissen Grad an Anthropomorphismus zur Ablehnung führen. Zeitgleich wurden Auffälligkeiten in Verbindung mit Autismus beobachtet.

## Erklärungen des Uncanny Valley
Dieser Effekt wird oft als Argument angeführt, wenn erklärt werden soll, warum eine konkret betrachtete Unterhaltungsproduktion (Animationsfilm) gefloppt ist und nicht den erwarteten Erfolg erzielte. Es liegen jedoch speziell dazu nur spärliche empirische Daten und keine schlüssigen Theorien vor, die den Effekt ausreichend wissenschaftlich erklären könnten.
Eine medienpsychologische Erklärung:
Maschinen oder abstrakte Avatare werden vom Beobachter als eigengesetzlich eingestuft, vorhandene menschliche Eigenschaften ihnen daher zugute geschrieben. Menschenähnliche Roboter hingegen werden als Menschen eingeordnet, Mängel in nonverbalem Verhalten werden ihnen daher übel genommen.
Ausdruckspsychologische Erklärung:
Menschen mit abweichendem oder musterfremdem Ausdrucksverhalten erzeugen im Musterbeobachter Aversion. Ein Roboter, der den Anspruch erhebt, menschlich zu sein, wird vom Beobachter intuitiv mit denselben Maßstäben gemessen wie ein Mensch, wobei seine unnatürlichen Ausdruckskomponenten negativ auffallen. Ein Roboter, der den Anspruch, menschlich zu sein, gar nicht erst erhebt, wird auch nicht wie ein Mensch bewertet.
Neurowissenschaftliche Erklärung:
Neurowissenschaftliche Untersuchungen mit Hilfe der funktionellen Magnetresonanztomographie deuten darauf hin, dass möglicherweise eine Abweichung des beobachteten Objekts von der intern gebildeten Vorhersage das Phänomen verursachen könnte. Während ein Roboter klar als Maschine eingestuft wird und ein Mensch klar als solcher, fällt ein menschenähnlicher Roboter zwischen die Kategorien.

## Beispiele
Auf der Computermesse CeBIT wurden mitunter selbstständige Elektrogeräte (Staubsaugerroboter) vorgeführt, die eine Art simulierten Hunger haben. Ging der Stromvorrat zur Neige, suchten sie nach einer Steckdose, um sich aufzuladen – und das umso dringender, je geringer die Stromreserven waren. Die Zuschauer lachten vor allem, wenn demonstriert wurde, wie „aufgeregt“ diese Geräte werden konnten, wenn sie auf dem Weg zur Steckdose fortgesetzt behindert wurden. Das wirkte niedlich, weil die Zuschauer sich darin wiedererkennen konnten, d. h. menschliches Verhalten in einem „Wesen“ entdeckten, das sonst überhaupt nicht menschlich ist. Andererseits wurden Roboter, die betont menschenähnlich gestaltet waren, auf der CeBIT oftmals sehr argwöhnisch beobachtet. Es wirkte so, als würde sich ein Mensch nähern, der in seinem Ausdrucksverhalten sehr merkwürdig ist. Erwachsene zeigen sich Robotern gegenüber oft zurückhaltend, Kinder fangen manchmal an zu weinen, wenn Roboter mit ihnen Kontakt aufnehmen.
Die Überwindung des Uncanny Valley ist ein ausdruckspsychologisches Phänomen, in das wirtschaftliche Überlegungen hineinfließen. Roboter und Computergrafik-Avatare sollen laut Hersteller vom Verbraucher akzeptiert und angenommen werden. Derzeit herrscht die Meinung vor, dass dieses Phänomen zu lösen sei, indem nur sehr mustertreue Ausdrucksverhalten, welche im Alltag nicht grob auffällig oder kurios wirken, auf künstliche Wesen übertragen werden sollten.
Eine alternative Lösungsstrategie bietet das Forschungsfeld der Ethorobotic für soziale Roboter an. Diese sollten nicht an den Fähigkeiten der Menschen gemessen werden, sondern daran, wie sie die ihnen zugedachte Funktion sozial kompetent erfüllen. Soziale Roboter sollten als eigene Spezies betrachtet werden, welche in Partnerschaft mit dem Menschen agieren. Als Vergleich wird hierbei die Domestizierung des Hundes herangezogen, wobei dem Hund entsprechend seiner verschiedenen Aufgaben ebensolche verschiedenen sozialen Fähigkeiten anerzogen werden.

## Animationsfilm
In computeranimierten Filmen ist das Uncanny Valley ein großes Problem bei der Darstellung von Menschen, die vom Betrachter auch als solche akzeptiert werden sollen. Ab einem gewissen Punkt wird also der Unterschied zu einem echten Menschen weniger anerkannt und das Publikum stört sich vielmehr an den verbliebenen Differenzen zu den Vorbildern. Ein häufig genanntes Beispiel ist Der Polarexpress aus dem Jahr 2004.
Heute umgehen erfolgreiche 3D-Trickfilmstudios wie Pixar oder Dreamworks das Uncanny Valley, indem sie meist nichtmenschliche Figuren mit menschlicher Psyche zu Hauptfiguren machen und physiognomisch realistische Menschendarstellungen vermeiden oder Menschen bewusst mit Zeichentrickfiguren-ähnlichen Proportionen darstellen (z. B. Alita: Battle Angel).
Neben der Genauigkeit der visuellen Darstellung (Entwurf der Figuren und fotorealistisches Rendern) hat auch die Art der Bewegung Einfluss auf die Akzeptanz. Durch Motion Capture aufgenommene Bewegungen werden nur teilweise als realistisch empfunden, wenn sie auf computergenerierte Figuren übertragen werden. Erst eine aufwendige Nachbearbeitung durch erfahrene Animatoren erhöht die empfundene Natürlichkeit (wie z. B. die Figur „Gollum“ in Der Herr der Ringe).

## Autismus
Bei Autisten wurde beobachtet, dass der Uncanny-Valley-Effekt bei ihnen weniger stark ausgeprägt ist, bei autistischen Kindern sogar gar nicht. Als Ursache hierfür wird ihre geringere Sensibilität für subtile Gesichtszug-Änderungen und begrenzte visuelle Erfahrung durch geringe soziale Motivation vermutet.
Auch die gesellschaftliche Ausgrenzung von Autisten könnte auf den Uncanny-Valley-Effekt zurückzuführen sein. Demnach werden neuro-atypische Menschen, die sich sozial bemühen, fälschlicherweise als neurotypische Menschen mit atypisch „gruseligem“ Verhalten empfunden.